# El retrato de Rose Madder
El Retrato de Rose Madder es una novela publicada por el escritor estadounidense Stephen King en 1995. Trata de los efectos de la violencia doméstica hacia Rose Daniels — protagonista de la novela — por parte de su esposo; y, algo inusual en una novela de King, se basa en el elemento fantástico de la mitología griega. En sus memorias, Mientras escribo, King asegura que Rose Madder e Insomnia son "novelas muy trabajosas."
En febrero de 2009 se lanzó una versión en audiolibro de Rose Madder, publicado por Penguin Audiobooks.

## Argumento
En el prólogo del libro, cuya historia transcurre en 1985, Rose Daniels es golpeada por su marido, Norman, mientras ella está embarazada de cuatro meses, haciéndola sufrir un aborto involuntario. Rose considera brevemente abandonar a Norman, pero rechaza la idea debido a que su marido es un policía muy hábil para encontrar a la gente. Dominado por su carácter violento, pocos días antes del maltrato fue acusado de agredir a una mujer afroamericana llamada Wendy Yarrow. La demanda posterior y los problemas en Asuntos Internos lo han convertido en una persona aún más inestable.
La historia se sitúa a continuación nueve años más tarde, cuando Rose está haciendo la cama por la mañana. Se da cuenta de una gota de sangre en la sábana, que probablemente escapó de su nariz la noche anterior - Norman le había dado un puñetazo en la cara por derramar un poco de té helado en él. Rose se da cuenta de que ella ha sufrido pasivamente a través del abuso de Norman durante catorce años y que si se sigue quedando allí, podría ser asesinada.
Rose (que caprichosamente se pone a pensar de sí misma como "Rosie Real", en homenaje al musical para niños de Maurice Sendak "Really Rosie"), entonces toma la decisión difícil de salir de su casa, ubicada en una ciudad sin nombre en el nordeste y toma el primer autobús del pueblo. Después de llegar a su destino, una ciudad sin nombre en el medio oeste, se encuentra desorientada y con miedo. Cuando llega a la estación de autobuses, coincide con un hombre llamado Peter Slowik, a quien le describe brevemente su situación. Peter le da instrucciones para llegar a un refugio para mujeres llamado "hijas y hermanas", o D & S (del inglés "Daughters & Sisters"), para abreviar. Allí, hace rápidamente varias amigas y, con la ayuda de la directora de D & S, consigue un apartamento y un trabajo como ama de llaves de un hotel.
Unas semanas después, Rose decide empeñar su anillo de compromiso, pero se entera de que es una circonita que no tiene valor. Antes de salir de la casa de empeño, sin embargo, observa una pintura de una mujer con un vestido de "carmesí de alizarina" (Rose Madder en inglés), e inmediatamente se enamora de ella. Ofrece su anillo por la pintura, que curiosamente no tiene la firma de ningún artista. Al salir, un extraño le pide que lea un pasaje de una novela, y queda tan impresionado por la lectura de Rose, le ofrece un trabajo de grabación de audiolibros. Luego, uno de los trabajadores de la casa de empeño, Bill Steiner, le invita a salir. Ella y Bill establecen un noviazgo. Tras sufrir durante años, Rose finalmente tiene todo lo que puede desear: un gran trabajo, una casa propia, amigos y un amante que cuida de ella.
Desafortunadamente para Rose, Norman está decidido a castigarla por haberse escapado. Usando sus habilidades de rastreo, decide descubrir dónde se encuentra y empieza a buscarla. Mientras que Norman está cada vez más cerca de encontrar a Rose (y empieza a perder el poco autocontrol que le queda), Rose descubre que su nuevo cuadro no es tan común como parece.
Por un lado, su imagen se expande para mostrar más del mundo de la pintura. Por otra parte, Rose considera que ella es capaz de entrar en la pintura, al igual que Alicia en el cuento infantil A través del espejo y lo que Alicia encontró allí. Y en el otro lado, hay una mujer llamada Dorcas que se parece a Wendy Yarrow, y a la mujer rubia del vestido de color Rose Madder. Rose nunca supo el verdadero nombre de esta mujer, por lo que se refiere a ella como "Rose Madder", no solo por su atuendo, sino también porque está loca. y es posiblemente peligrosa. King ofrece muchos indicios de que el mundo de la pintura es también el mundo de La Torre Oscura, en particular por las referencias a la ciudad de Lud.
Rose Madder pide a Rosie que rescate a su bebé de un laberinto subterráneo que es la guarida de un toro llamado Erinyes (que parece estar basado en el Minotauro). Rose lo hace, y Rose Madder se compromete a pagarle. Rose regresa a su mundo y olvida el extraño incidente en el fondo de su mente, pero luego de que Norman atacara a algunas de sus amigas de D & S, asesinara a la directora, y luego la siguiera a su apartamento, se da cuenta de que necesitará la ayuda de Rose Madder.
Rosie hace que Norman la siga hasta el mundo de la pintura, donde conoce un final particularmente violento y horrible en las manos de Rose Madder. Rosie vuelve a su mundo y lleva una vida normal, sin volver a relacionarse más con Rose Madder. Se casa con Bill y tiene una hija, pero considera que la rabia violenta que caracterizaba a Norman y a Rose Madder han comenzado a surgir en su interior. A continuación, recuerda que Rose Madder, tal vez previendo el problema, le dio algunas semillas mágicas y le dijo "recuerda el árbol". Rosie planta las semillas en un bosque secreto cerca de su lago favorito y años más tarde encuentra que las semillas crecieron en un hermoso árbol, pero mortal. A continuación, vuelve a ese árbol periódicamente a medida que crece y es capaz de liberar su rabia y seguir con su vida.

## Referencia a otros trabajos de Stephen King
La Torre Oscura
- "Rose Madder" y Dorcas habían pasado tiempo en la ciudad de Lud.
- "Este mundo, todos los mundos. Y muchos toros en cada uno. Estos mitos zumban con la verdad, Rosie. Ese es su poder. Es por eso que sobreviven."
- En la décima sección del libro, Rosie Real, Rosie se pregunta si beberá la Pepsi con el "líquido amnésico". "Lo beberá o no lo beberá. Ka, pensó, y entonces, ¿Qué?"
- La descripción de la madre del Rey Carmesí en los apéndices del cómic de La Torre Oscura: El nacimiento del Pistolero es prácticamente igual a la de Rose Madder: una mujer bella con un vestido rojo cuya "verdadera forma" es una araña gigante.
- Mientras Rosie escapa de Norman con Billy a cuestas, al subir la escalera va contando los escalones y llega a contar 18, sorprendiéndose al no existir uno 19.

Misery
- Las novelas de Paul Sheldon, el protagonista de Misery, son frecuentemente referenciadas.

It
- La forma arácnida de Rose Madder y sus aparentes habilidades pueden estar posiblemente inspiradas en la forma arácnida de Eso.

Desesperación / The Regulators (novel)
- Cynthia Smith, personaje prominente en Desesperación y Posesión, se encontraba en Hijas y hermanas cuando Rose llega allí.

Insomnia
- Anna Stevenson es una gran fan de la activista feminista Susan Day quien aparece en Insomnia.